# Olympische Sommerspiele 2020/Teilnehmer (Kamerun)
| Gelbes Symbol für Goldmedaillen mit stilisierten Olympischen Ringen | Graues Symbol für Silbermedaillen mit stilisierten Olympischen Ringen | Braundes Symbol für Bronzemedaillen mit stilisierten Olympischen Ringen |
| ------------------------------------------------------------------- | --------------------------------------------------------------------- | ----------------------------------------------------------------------- |
| —                                                                   | —                                                                     | —                                                                       |

Kamerun nahm an den Olympischen Spielen 2020 in Tokio teil. Es war die insgesamt 15. Teilnahme an Olympischen Sommerspielen. Das Comité National Olympique et Sportif du Cameroun nominierte insgesamt zwölf Athleten in sieben Sportarten. 

## Teilnehmer nach Sportarten

### Boxen
| Athleten          | Wettbewerb                    | 1. Runde      | 1. Runde | Achtelfinale  | Achtelfinale  | Viertelfinale | Viertelfinale | Halbfinale    | Halbfinale    | Finale        | Finale        | Rang |
| Athleten          | Wettbewerb                    | Gegner        | Ergebnis | Gegner        | Ergebnis      | Gegner        | Ergebnis      | Gegner        | Ergebnis      | Gegner        | Ergebnis      | Rang |
| ----------------- | ----------------------------- | ------------- | -------- | ------------- | ------------- | ------------- | ------------- | ------------- | ------------- | ------------- | ------------- | ---- |
| Männer            |                               |               |          |               |               |               |               |               |               |               |               |      |
| Albert Mengue     | Weltergewicht bis 69 kg       | T. S. Dlamini | RSC      | A. Walsh      | 0:5           | ausgeschieden | ausgeschieden | ausgeschieden | ausgeschieden | ausgeschieden | ausgeschieden | 9    |
| Wilfried Ntsengue | Mittelgewicht bis 75 kg       | D. Tshama     | 2:3      | ausgeschieden | ausgeschieden | ausgeschieden | ausgeschieden | ausgeschieden | ausgeschieden | ausgeschieden | ausgeschieden | 17   |
| Maxime Yegnong    | Superschwergewicht über 91 kg | Freilos       | Freilos  | I. Werjassow  | 0:5           | ausgeschieden | ausgeschieden | ausgeschieden | ausgeschieden | ausgeschieden | ausgeschieden | 9    |

### Gewichtheben
| Athleten             | Wettbewerb                  | Reißen  | Reißen | Stoßen  | Stoßen | Zweikampf | Zweikampf | Rang |
| Athleten             | Wettbewerb                  | Gewicht | Rang   | Gewicht | Rang   | Gewicht   | Rang      | Rang |
| -------------------- | --------------------------- | ------- | ------ | ------- | ------ | --------- | --------- | ---- |
| Frauen               |                             |         |        |         |        |           |           |      |
| Jeanne Gaëlle Eyenga | Halbschwergewicht bis 76 kg | 91 kg   | 12     | 111 kg  | 11     | 202 kg    | 11        | 11   |
| Clementine Meukeugni | Schwergewicht bis 87 kg     | 99 kg   | 12     | 125 kg  | 10     | 224 kg    | 11        | 11   |

### Judo
| Athleten                | Wettbewerb | 1. Runde  | 1. Runde | 2. Runde | 2. Runde | Achtelfinale  | Achtelfinale  | Viertelfinale | Viertelfinale | Halbfinale / Trostrunde | Halbfinale / Trostrunde | Finale / Platz 3 | Finale / Platz 3 | Rang |
| Athleten                | Wettbewerb | Gegner    | Ergebnis | Gegner   | Ergebnis | Gegner        | Ergebnis      | Gegner        | Ergebnis      | Gegner                  | Ergebnis                | Gegner           | Ergebnis         | Rang |
| ----------------------- | ---------- | --------- | -------- | -------- | -------- | ------------- | ------------- | ------------- | ------------- | ----------------------- | ----------------------- | ---------------- | ---------------- | ---- |
| Frauen                  |            |           |          |          |          |               |               |               |               |                         |                         |                  |                  |      |
| Ayuk Otay Arrey Sophina | bis 70 kg  | Kim S.-y. | 0s1:10   | —        | —        | ausgeschieden | ausgeschieden | ausgeschieden | ausgeschieden | ausgeschieden           | ausgeschieden           | ausgeschieden    | ausgeschieden    | 17   |
| Vanessa Mballa          | über 78 kg | K. Sayit  | 0s1:1    | —        | —        | ausgeschieden | ausgeschieden | ausgeschieden | ausgeschieden | ausgeschieden           | ausgeschieden           | ausgeschieden    | ausgeschieden    | 17   |

### Leichtathletik
Laufen und Gehen 
| Athleten       | Wettbewerb | Runde 1 | Runde 1 | Halbfinale    | Halbfinale    | Finale        | Finale        | Rang |
| Athleten       | Wettbewerb | Zeit    | Rang    | Zeit          | Rang          | Zeit          | Rang          | Rang |
| -------------- | ---------- | ------- | ------- | ------------- | ------------- | ------------- | ------------- | ---- |
| Männer         |            |         |         |               |               |               |               |      |
| Emmanuel Eseme | 200 m      | 20,65 s | 4       | ausgeschieden | ausgeschieden | ausgeschieden | ausgeschieden |      |

### Ringen

#### Freier Stil
Legende: G = Gewonnen, V = Verloren, S = Schultersieg
| Athleten       | Wettbewerb       | Achtelfinale | Achtelfinale | Viertelfinale | Viertelfinale | Halbfinale    | Halbfinale    | Hoffnungsrunde Halbfinale | Hoffnungsrunde Halbfinale | Hoffnungsrunde Finale | Hoffnungsrunde Finale | Finale        | Finale        | Rang |
| Athleten       | Wettbewerb       | Gegner       | Ergebnis     | Gegner        | Ergebnis      | Gegner        | Ergebnis      | Gegner                    | Ergebnis                  | Gegner                | Ergebnis              | Gegner        | Ergebnis      | Rang |
| -------------- | ---------------- | ------------ | ------------ | ------------- | ------------- | ------------- | ------------- | ------------------------- | ------------------------- | --------------------- | --------------------- | ------------- | ------------- | ---- |
| Frauen         |                  |              |              |               |               |               |               |                           |                           |                       |                       |               |               |      |
| Joseph Essombe | Klasse bis 53 kg | M. Mukaida   | V 0:10       | ausgeschieden | ausgeschieden | ausgeschieden | ausgeschieden | R. Zasina                 | G 4:4                     | Bat-Otschiryn B.      | V 4:14                | ausgeschieden | ausgeschieden | 5    |

### Schwimmen
| Athleten       | Wettbewerb    | Vorlauf | Vorlauf | Halbfinale    | Halbfinale    | Finale        | Finale        | Rang |
| Athleten       | Wettbewerb    | Zeit    | Rang    | Zeit          | Rang          | Zeit          | Rang          | Rang |
| -------------- | ------------- | ------- | ------- | ------------- | ------------- | ------------- | ------------- | ---- |
| Frauen         |               |         |         |               |               |               |               |      |
| Norah Milanesi | 50 m Freistil | 26,41 s | 44      | ausgeschieden | ausgeschieden | ausgeschieden | ausgeschieden | 44   |
| Männer         |               |         |         |               |               |               |               |      |
| Charly Ndjoume | 50 m Freistil | 27,22 s | 64      | ausgeschieden | ausgeschieden | ausgeschieden | ausgeschieden | 64   |

### Tischtennis
| Athleten      | Wettbewerb | Vorrunde         | Vorrunde | 1. Runde      | 1. Runde      | 2. Runde      | 2. Runde      | 3. Runde      | 3. Runde      | Achtelfinale  | Achtelfinale  | Viertelfinale | Viertelfinale | Halbfinale    | Halbfinale    | Finale/Platz 3 | Finale/Platz 3 | Rang |
| Athleten      | Wettbewerb | Gegner           | Erg.     | Gegner        | Erg.          | Gegner        | Erg.          | Gegner        | Erg.          | Gegner        | Erg.          | Gegner        | Erg.          | Gegner        | Erg.          | Gegner         | Erg.           | Rang |
| ------------- | ---------- | ---------------- | -------- | ------------- | ------------- | ------------- | ------------- | ------------- | ------------- | ------------- | ------------- | ------------- | ------------- | ------------- | ------------- | -------------- | -------------- | ---- |
| Frauen        |            |                  |          |               |               |               |               |               |               |               |               |               |               |               |               |                |                |      |
| Sarah Hanffou | Einzel     | Polina Trifonowa | 1:4      | ausgeschieden | ausgeschieden | ausgeschieden | ausgeschieden | ausgeschieden | ausgeschieden | ausgeschieden | ausgeschieden | ausgeschieden | ausgeschieden | ausgeschieden | ausgeschieden | ausgeschieden  | ausgeschieden  | =33  |